# Sewerny-Insel
Die Sewerny-Insel (russisch Северный остров / Sewerny ostrow, wiss. Transliteration Severnyj ostrov, übersetzt Nordinsel) ist die nördliche der beiden Hauptinseln der russischen Inselgruppe Nowaja Semlja im Nordpolarmeer.
Sie ist mit 47.300 km² die viertgrößte Insel Europas. Die Sewerny-Insel ist im Westen von der Barentssee und im Osten von der Karasee umgeben. Von der Juschny-Insel ist sie nur durch die sehr schmale Meerenge Matotschkin Schar getrennt. Die größte Erhebung ist der 1547 Meter hohe Krusenstern.
Aufgrund ihrer Lage zwischen 73 und 77 Grad nördlicher Breite ist sie stark vergletschert. Die größte zusammenhängende Gletschermasse hat eine Größe von 19.800 km². Sie stellt damit die drittgrößte Eiskappe der Erde dar, größer sind nur Eiskappen in Nordamerika und die Eisschilde genannten Vergletscherungen von Antarktika und Grönland. Dazu kommen hunderte kleinerer Gletscher mit zusammen 3.900 km². Das Eis ist bis zu 400 m dick; viele Gletscher enden im Meer und geben dort Eisberge ab.
Die Insel war früher von den Nenzen bewohnt, die jedoch im Zuge von Atomtests in den 1950er Jahren größtenteils umgesiedelt wurden. Heute befinden sich auf der Insel eine russische Armeebasis und ein Hafen.
Die erste komplette Umschiffung der Insel gelang Wladimir Russanow 1910 an Bord der Dmitri Solunski.

## Fotogalerie

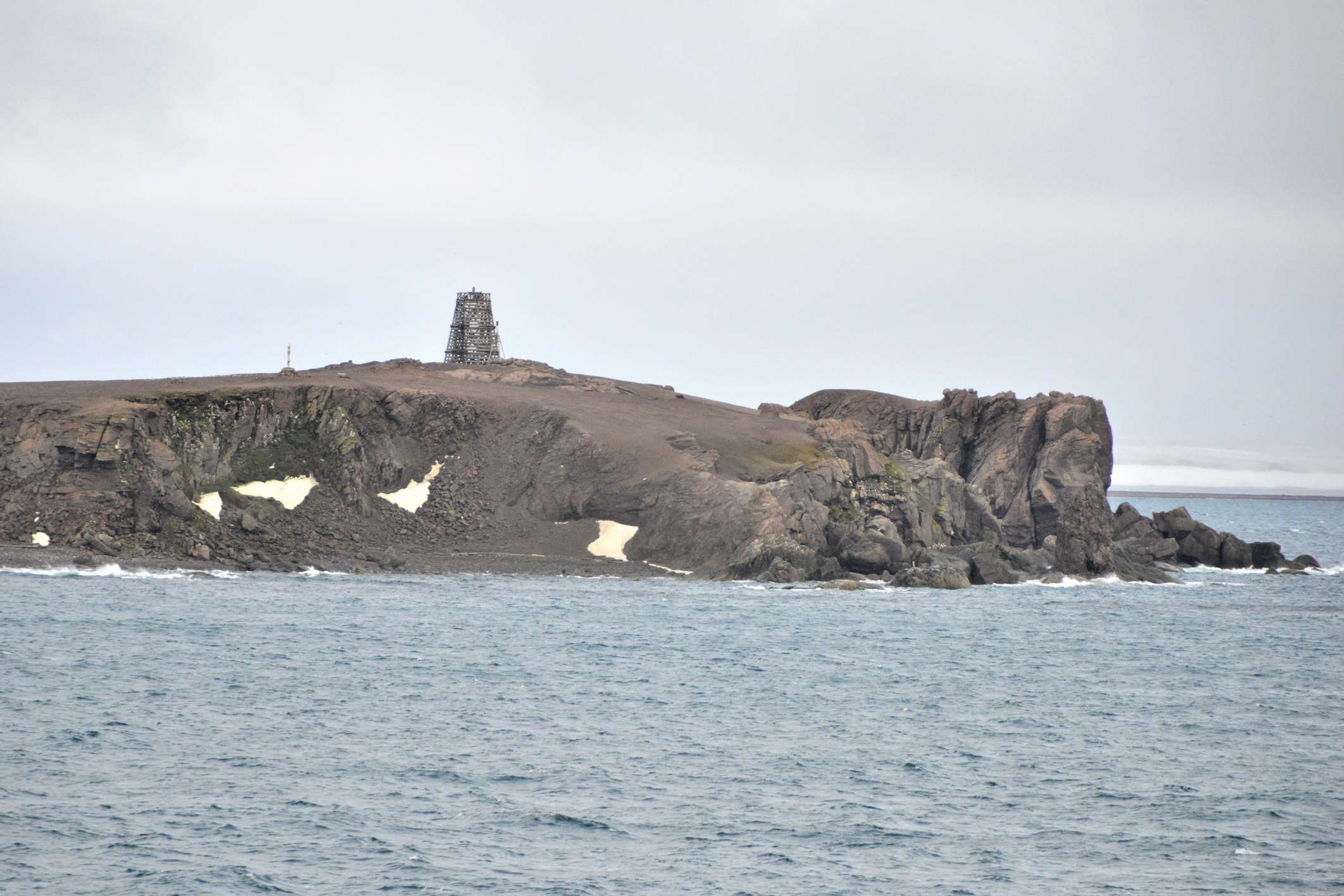
Kap Schelanija, Nordspitze der Nordinsel (76°57’N, 68°35’O)
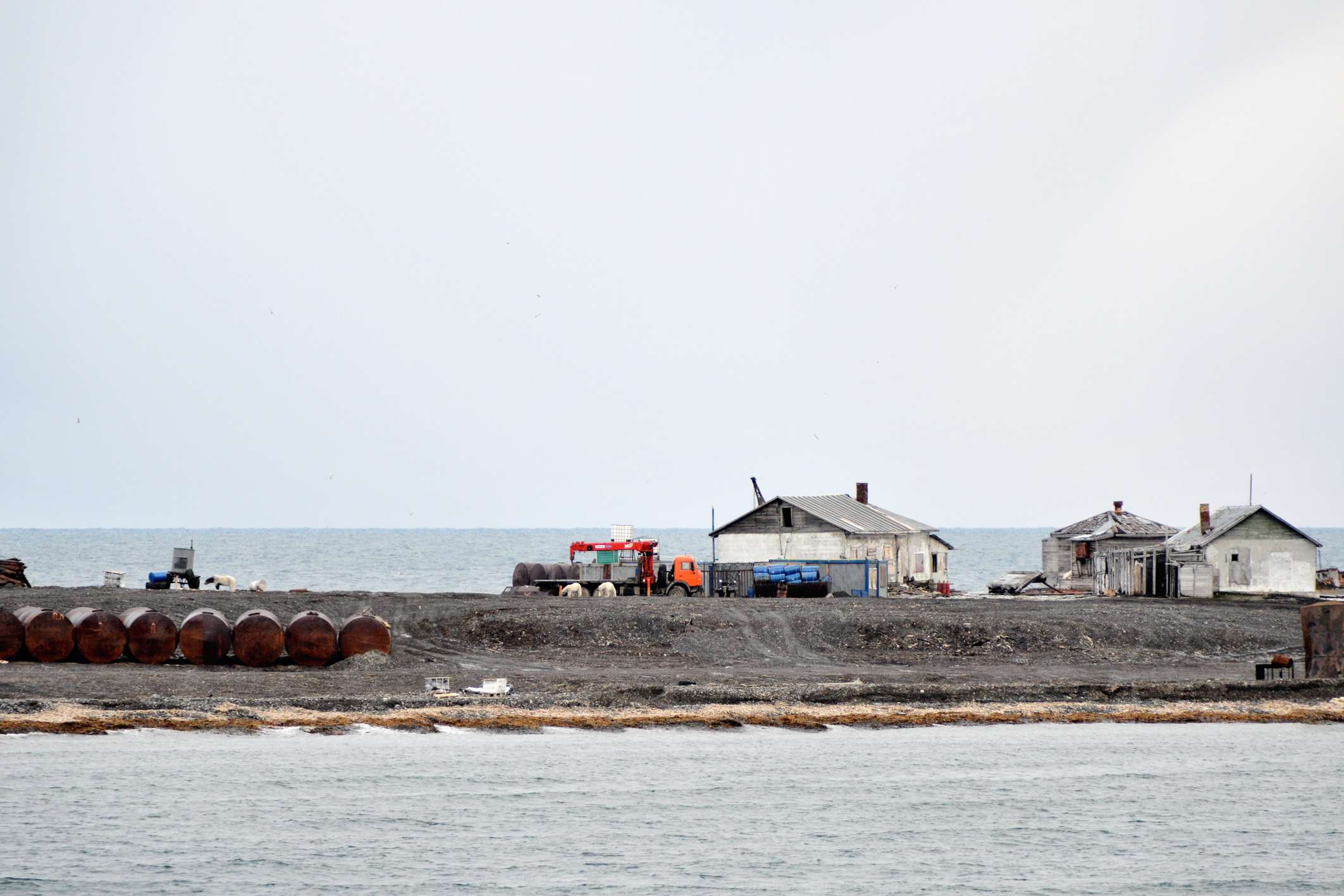
Kap Schelanija, Forschungsstation des Nationalparks „Russische Arktis“ (mit Eisbären)
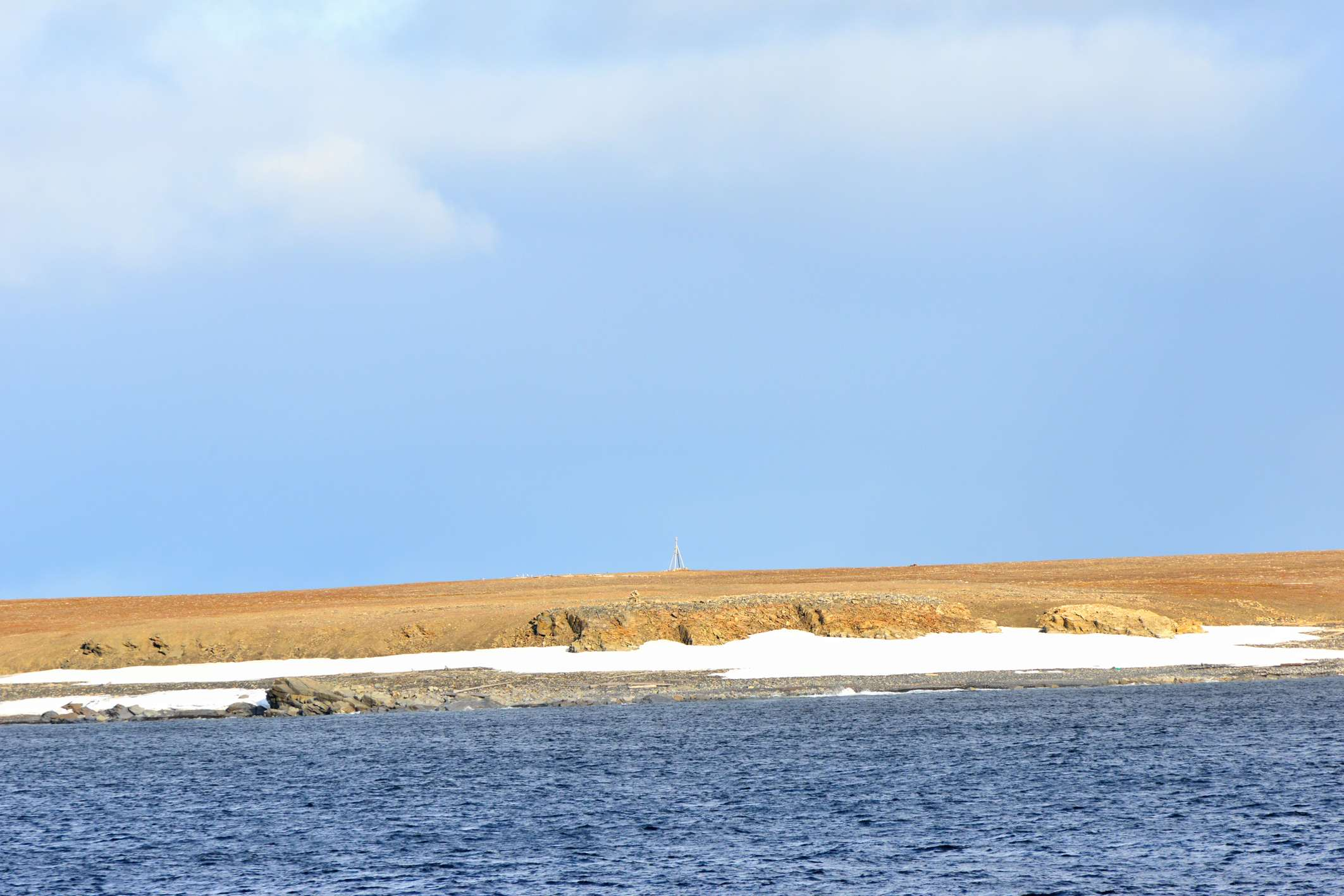
Barents-Bucht: Region, wo sich vermutlich das Grab von Willem Barents befindet
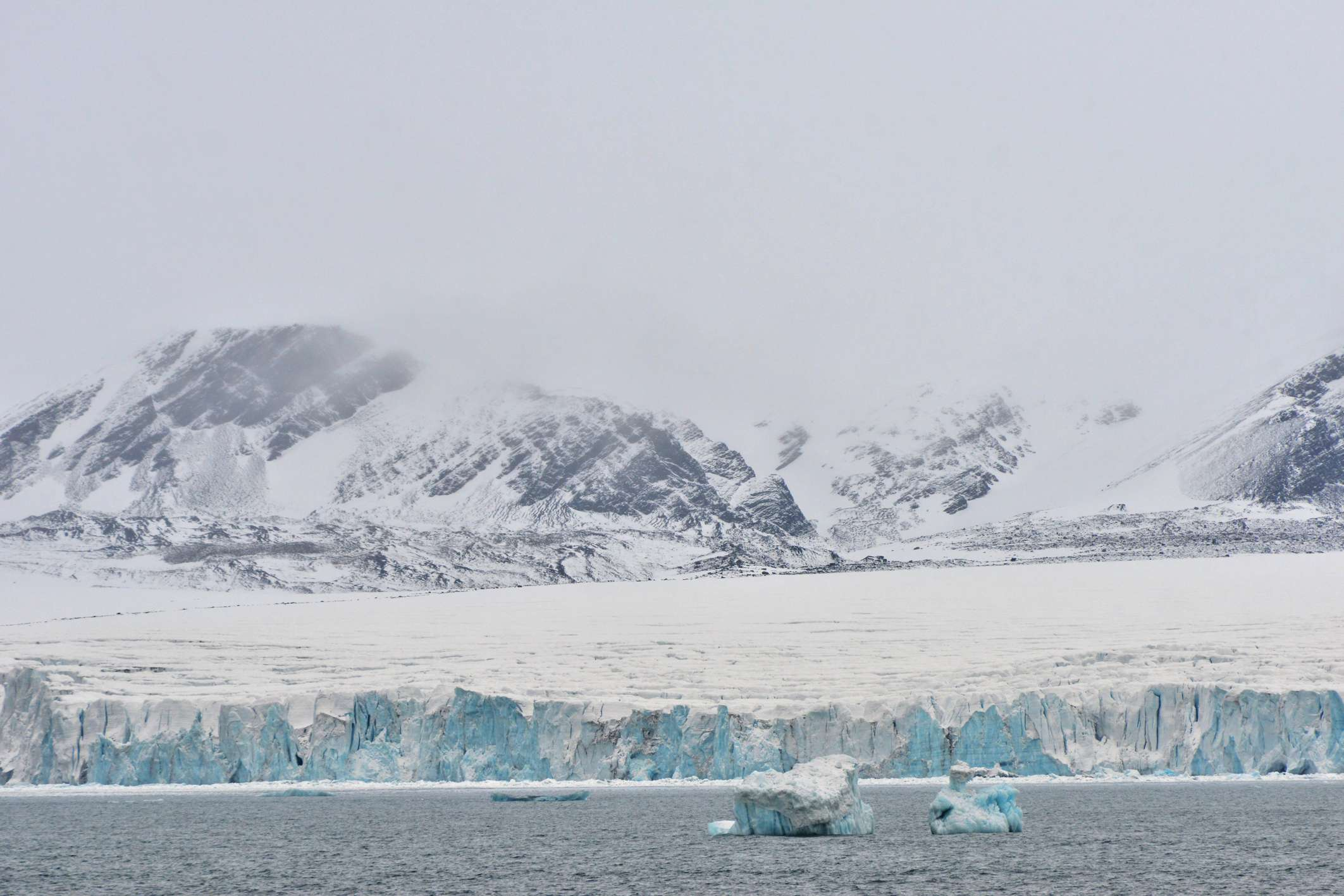
Inostranzewa-Bucht (dt.: „Bucht der Ausländer“): Inostranzewa-Gletscher (76°30‘N, 60°5‘O)